# Arichanna anthracia
Arichanna anthracia är en fjärilsart som beskrevs av Eugen Wehrli 1939. Arichanna anthracia ingår i släktet Arichanna och familjen mätare. Inga underarter finns listade i Catalogue of Life.